# Corneilla-del-Vercol
Corneilla-del-Vercol là một xã thuộc tỉnh Pyrénées-Orientales trong vùng Occitanie phía nam Pháp. Xã này nằm ở khu vực có độ cao trung bình 27 mét trên mực nước biển.